# Ladja duhov
Ladja duhov je v fikciji zakleta ladja, v resničnosti pa označuje plovilo, katerega posadka je nepojasnjeno izginila.

## Resnične ali domnevno resnične ladje duhov
- Mary Celeste, ladja, ki so jo leta 1872 našli pred obalo Portugalske v brezhibnem stanju in brez posadke. Usoda posadke še danes ni pojasnjena
- MV Joyita, ladja, ki so jo leta 1955 našli zapuščeno na južnem Pacifiku brez posadke in tovora
- High Aim 6, ribiška barka, ki so jo leta 2003 našli pred avstralsko obalo brez posadke
- Jian Seng, ladja, ki so jo leta 2006 našli ravno tako pred avstralsko obalo

## Ladje duhov v fikciji
- Leteči Holandec (izvorno De Vliegende Hollander), ladja, ki je po storjenem zločinu obsojena na večno potovanje okrog Rta dobrega upanja. Večkrat se pojavi v seriji filmov Pirati s Karibov
- The Rime of the Ancient Mariner (Pesem starega mornarja), Samuel Taylor Coleridge
- Event Horizon, raziskovalna vesoljska ladja Krvavo obzorje iz istoimenskega filma, ki je potovala zunaj mej nam znanega vesolja in se vrnila brez posadke
- Ampoliros, vesoljski Leteči Holandec, omenjen v romanu Dune Franka Herberta
- The Demeter, ladja s katero je Drakula priplul v Anglijo z mrtvim kapitanom, privezanim za krmilo
- The Ghost Ship, črno beli film iz leta 1943
- Ghost Ship, film iz leta 2002 o ladji duhov Antonia Graza, ki temelji, seveda zelo ohlapno na SS Andrea Doria, resnični ladji
- El Caleuche, čilenska zakleta ladja, ki jo upravljajo utopljeni mornarji

- Leteči Holandec
- Mary Celeste
- Pesem starega mornarja, avtor Gustave Doré